# 赵丑厮
赵丑厮（？—1325年），元朝中期河南白莲教首领，河南行省息州（今河南息县）人。
赵丑厮以传教为手段，与郭菩萨一起组织群众，从者日众。泰定二年（1325年）六月，赵丑厮、郭菩萨宣传弥勒佛当有天下，号召群众起义。元泰定帝对此十分忌惮。朝廷闻报，命宗正府、刑部、枢密院、御史台及河南行省官拘捕审治，十二月，赵丑厮、郭菩萨被官府捉拿杀害。余众被杖、流放。